# Kochbunker (Racibórz)
Kochbunkier w Raciborzu, polsky také Jednoosobowy schron nebo Garnek Kocha, je železobetonový jednomístný vojenský kryt/bunkr, tzv. Einmannbunker či Kochbunker v Arboretu Bramy Morawskiej (Arboretum Moravské brány) v městské čtvrti Obora města Racibórz (Ratiboř) v Polsku. Geograficky také leží v nížině Ratibořská kotlina v okrese Ratiboř ve Slezském vojvodství a Horním Slezsku.

## Historie a popis
Kochbuker je umístěn v zemině a během bojů druhé světové války byl postaven v roce 1945 a s vysokou pravděpodobností byl obložen také pytli s pískem. Je to malé a „obtížně“ zasažitelné opevnění pro jednoho vojáka používané jako kryt před palbou, střelecké stanoviště, pozorovatelna nebo jako skladiště v zákopech. Wehrmacht je často používal při obraně dobytého území.

## Další informace
Kochbunker se nachází v lesním prostředí na turistické trase Szlak im. Polskich Szkół Mniejszościowych a cyklotrase a je celoročně volně přístupný. Na místě je také informační panel s popisem v polštině, angličtině, němčině a češtině. V blízkosti se také nachází další památka na druhou světovou válku a to kryt Schron polowy z czasów II Wojny Światowej.

## Galerie

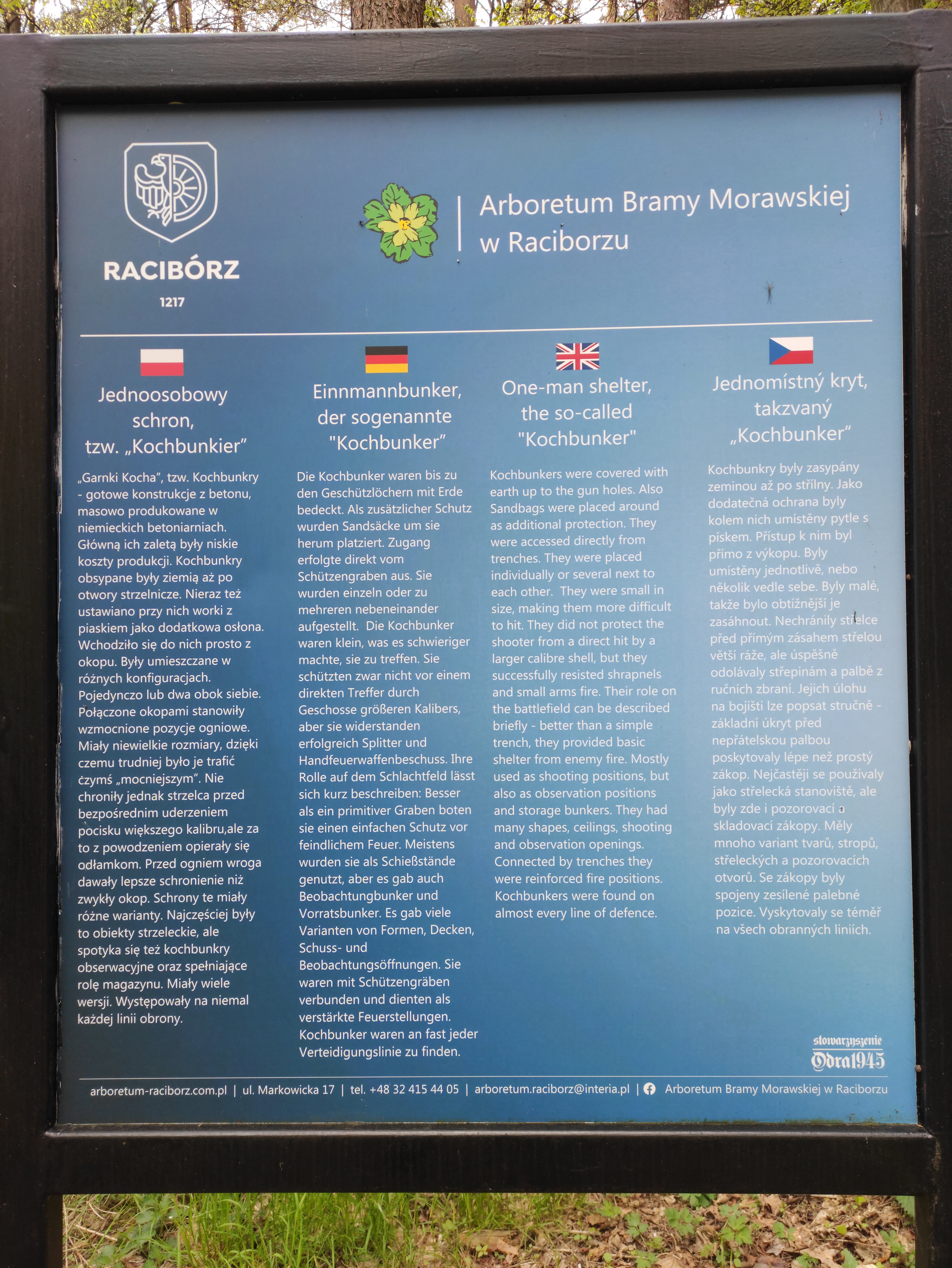
Informační panel na místě
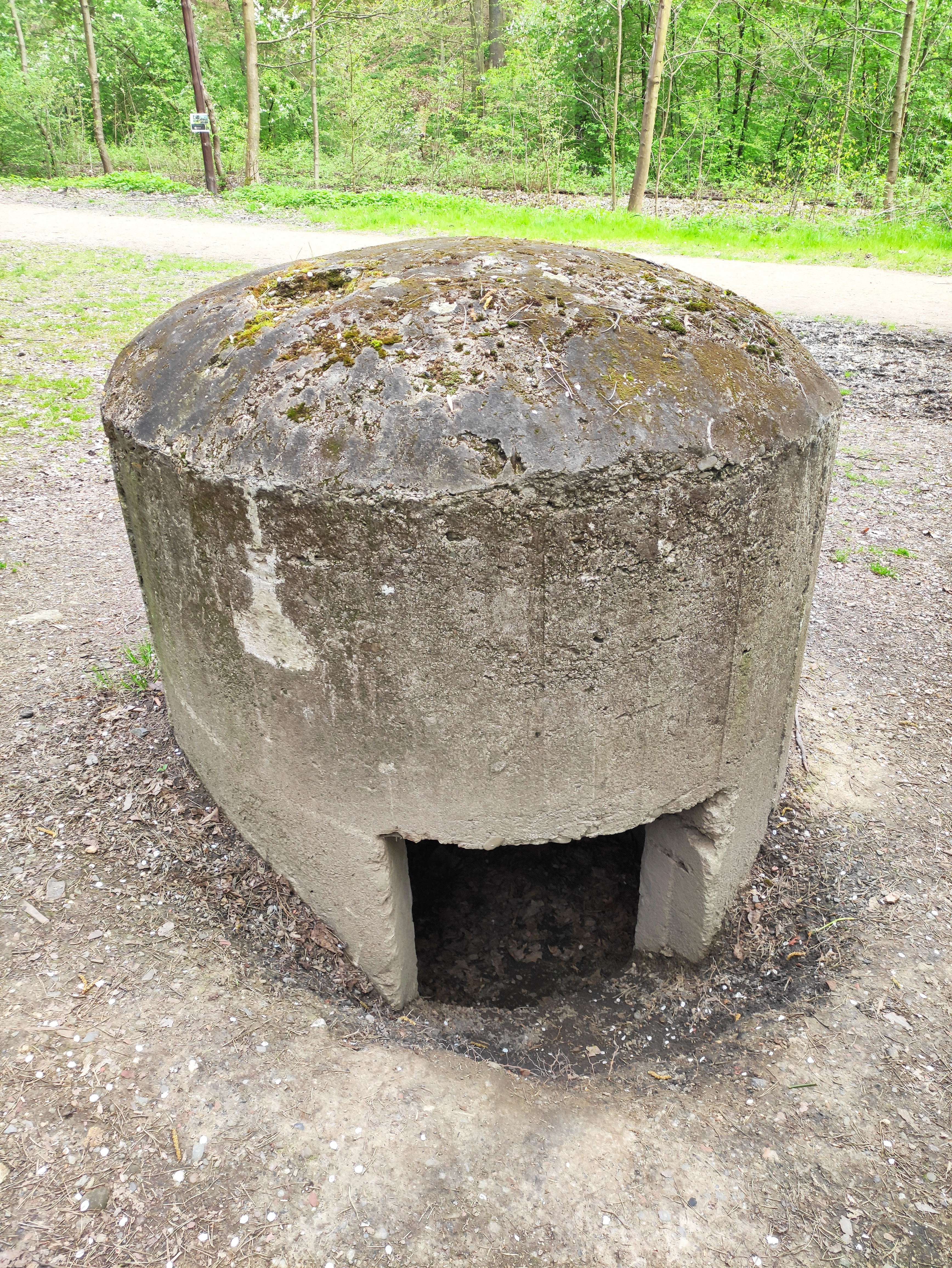
Vstup